# Belde
Belde (en français petite ville) désigne dans le système administratif turc une municipalité de 2 000 à 20 000 habitants. Ce type de municipalité est dirigé par un maire (belediye başkanı) Le terme ancien kasaba (de l’arabe kasbah) est parfois employé.
Cette unité administrative se situe entre köy (village) de moins de 2 000 habitants et şehir (ville) de plus de 20 000 habitants.
Il y avait en 2011 1978 belde